# حكومة محمد الصالح مزالي
حكومة محمد الصالح مزالي هي حكومة تونسية ترأسها محمد الصالح مزالي. هذه هي آخر حكومة تعين قبل أن يعطي الاستقلال الداخلي لتونس أثناء الحماية الفرنسية في تونس. بسبب معادتها للحزب الحر الدستوري الجديد، وضع كامل أعضائها في السجن بعد الاستقلال.

## الأعضاء
| الصورة            | الوزارة                                    | الاسم             |
| الوزير الأكبر     | الوزير الأكبر                              | الوزير الأكبر     |
| ----------------- | ------------------------------------------ | ----------------- |
|                   | الوزير الأكبر                              | محمد الصالح مزالي |
| الوزراء التونسيون |                                            |                   |
|                   | وزير دولة مكلف بالمؤسسات الإسلامية والحبوس | محمد سعد الله     |
|                   | وزير الصحة العمومية                        | محمد بن سالم      |
|                   | وزير التجارة والصناعات التقليدية           | محمد حجوج         |
|                   | وزير الفلاحة                               | عبد القادر بلخوجة |
|                   | وزير العدل                                 | الطاهر لخضر       |
|                   | وزير العمل                                 | الشاذلي بن رمضان  |
|                   | وزير التنمية الحضرية والإسكان              | نور الدين الزاوش  |
| الوزراء الفرنسيون |                                            |                   |
|                   | مدير المالية                               | جان غاستون فريسيه |
|                   | مدير الأشغال العامة                        | جان ماتيو         |
|                   | مدير البريد والبرق والهاتف                 | أندريه بلانشار    |
|                   | مدير التعليم العام والفنون الجميلة         | لوسيان بي         |